# Platymantis levigatus
Espèce
Synonymes
- Platymantis levigata Brown & Alcala, 1974

Statut de conservation UICN

 EN B1ab(iii)+2ab(iii) : En danger
Platymantis levigatus est une espèce d'amphibiens de la famille des Ceratobatrachidae.

## Répartition
Cette espèce est endémique des Philippines. Elle se rencontre de 800 à 900 m d'altitude sur les îles de Romblon, Sibuyan et Tablas.

## Description
La femelle holotype mesure 38,5 mm

## Publication originale
- Brown & Alcala, 1974 : New frogs of the genus Platymantis (Ranidae) from the Philippines. Occasional Papers of the California Academy of Sciences, no 113, p. 1-12 (texte intégral).